# لشکر پنجم زرهی (ورماخت)
لشکر پنجم زرهی (به آلمانی: 5. Panzer-Division) یکی از لشکرهای زرهی نیروی زمینی آلمان در دوره رایش سوم بود که در جریان جنگ جهانی دوم به عملیات پرداخت.

## تاریخچه
لشکر پنجم زرهی روز ۱۵ نوامبر سال ۱۹۳۸ در شهر آپلن در جریان دومین موج از ایجاد لشکرهای زرهی پس از زیر پا نهادن محدودیت‌های پیمان ورسای تشکیل شد. نیروهای این لشکر بیشتر از آلمانی تبارهای منطقه سوتدنلند و سیلزی که به تازگی به آلمان پیوسته بودند جذب شده بود.
این لشکر به فرماندهی هاینریش فن فیتینگهوف در تهاجم آلمان به لهستان حضور داشت اما نقش عمده‌ای ایفا نکرد. در این تهاجم لشکر پنجم زرهی از جبهه جنوبی وارد لهستان شد و به سمت شهر لویو پیشروی کرد. این لشکر نقش مهم‌تری را در حمله آلمان به بلژیک و فرانسه بر عهده داشت. لشکر پنجم زرهی به فرماندهی ماکس فن هارتلیب-والسپورن با ورود به فرانسه به سمت لیل حرکت نمود و در نبرد دانکرک تحت فرمان یواخیم لملزن مشارکت کرد. سپس پیشروی خود را رو به جنوب ادامه داد، وارد شهر برست شد و تا مرز فرانسه و اسپانیا پیش رفت.
این لشکر تا ماه ژانویه سال ۱۹۴۱ در فرانسه باقی ماند. در اوایل سال ۱۹۴۱ برای مشارکت در حمله آلمان به یوگسلاوی و یونان عازم بلغارستان و رومانی شد. پس از اسقرار در مرز ترکیه از جنوب یوگسلاوی حمله خود را به یونان آغاز نمود و درگیر نبردهای سختی با قوای دشمن از جمله لشکر دوم پیاده نیوزیلند گردید.
پس از پایان عملیات در یونان برای مشارکت در عملیات بارباروسا به مرزهای شرقی با شوروی ارسال شد و در نبرد بر سر مسکو به کار گرفته شد اما در برابر مقاومت شدید مدافعان در ۳۴ کیلومتری شهر از پیشروی بازماند و با ضدحمله آن‌ها عقب رانده شد. لشکر پنجم زرهی فصل زمستان را در حالت تدافعی گذراند و بدون مشارکت در عملیات‌های تهاجمی در قالب گروه ارتش مرکز درگیر نبردهای دفاعی بود. این لشکر در نبرد کورسک حضور نداشت اما برای دفع ضد حمله‌های دشمن فعالیت نمود. لشکر پنجم زرهی مابقی طول جنگ را در عقب‌نشینی به سوی غرب سپری نمود تا نهایتاً در شبه‌جزیره سامبیا محاصره شد. بخشی از لشکر که به کمک نیروی دریایی از محاصره خارج گشت بعدها به متفقین غربی و مابقی باقیمانده در محاصره به همراه فرمانده خود هانسهانس-گئورگ هرتسوگ در روزهای آخر جنگ تسلیم ارتش سرخ شدند.
برخی گزارش‌ها نشان می‌دهد لشکر پنجم زرهی یکی از بهترین واحدهای نظامی آلمانی در جبهه شرقی در مقابل قوای ارتش سرخ بوده‌است به گونه ای که در جریان عملیات باگراتیون و نابودی گروه ارتش مرکز، فرماندهی عالی شوروی از نیروهای خود خواست تا جای ممکن از درگیری مستقیم با این لشکر زرهی اجتناب کنند.